# Геополімер
Геополімер — термін, що охоплює клас сучасних, неорганічних, аморфних, синтетичних полімерів — алюмосилікатів із специфічним складом та властивостями, що вивчаються з 1950-х років. Дослідження геополімерів проводяться головним чином для заміни портландцементу і, отже, для широкого використання їх у будівництві. Поки що ця мета не була досягнута, головним чином через відносно високі витрати деяких їх компонентів, але матеріали такого типу використовуються в конкретних галузях, де важливі їх унікальні властивості, такі як дуже висока вогнестійкість.

## Застосування
Основна область використання геополімерів — підготовка різних видів будівельних матеріалів, насамперед бетону та виробів із бетону та його похідних. У лабораторних умовах такі бетони мають ряд позитивних властивостей:
- висока міцність — міцність на стиск трохи краща, ніж найкращий бетон на основі портландцементу; стійкість до вигину для деяких геополімерних бетонів у багато разів краща (це слабка точка традиційних бетонів)
- відмінна хімічна стійкість (наприклад, проти кислот, сульфатів або хлоридів)
- відмінна водостійкість (набагато перевищує традиційний бетон)
- висока вогнестійкість навіть до температури 600 ° C
- залежно від складу, швидкого або дуже швидкого налаштування, навіть менше ніж за годину
- відсутність деформацій під час встановлення (на відміну від традиційних бетонів) та значно обмежена деформація через зміни вологості та температури.

На практиці використання геополімерних бетонів дуже обмежене через їх більш високу ціну (на яку впливає використання відносно великої кількості гідроксиду натрію та водних силікатних розчинів), ніж традиційні бетони, що в більшості випадків не компенсується їх кращими властивостями. Однак їх застосовують у деяких конкретних випадках, коли потрібна висока вогнестійкість.
Геополімер на основі золи виносу класу С використовується для цементування нафтових свердловин.

## Інтернет-ресурси
- Wikibooks: Praktikum Anorganische Chemie/ Silicat — Lern- und Lehrmaterialien
- Mineralienatlas: Silikat [Архівовано 16 червня 2020 у Wayback Machine.] (Wiki)
- Komplette Vorlesung über Silikate von ruby.chemie.uni-freiburg.de [Архівовано 20 травня 2020 у Wayback Machine.]
- Mineralogie [Архівовано 17 грудня 2005 у Wayback Machine.]-web.de
- Blog: Silikattechnologie [Архівовано 16 червня 2020 у Wayback Machine.]